# Frans Geurtsen

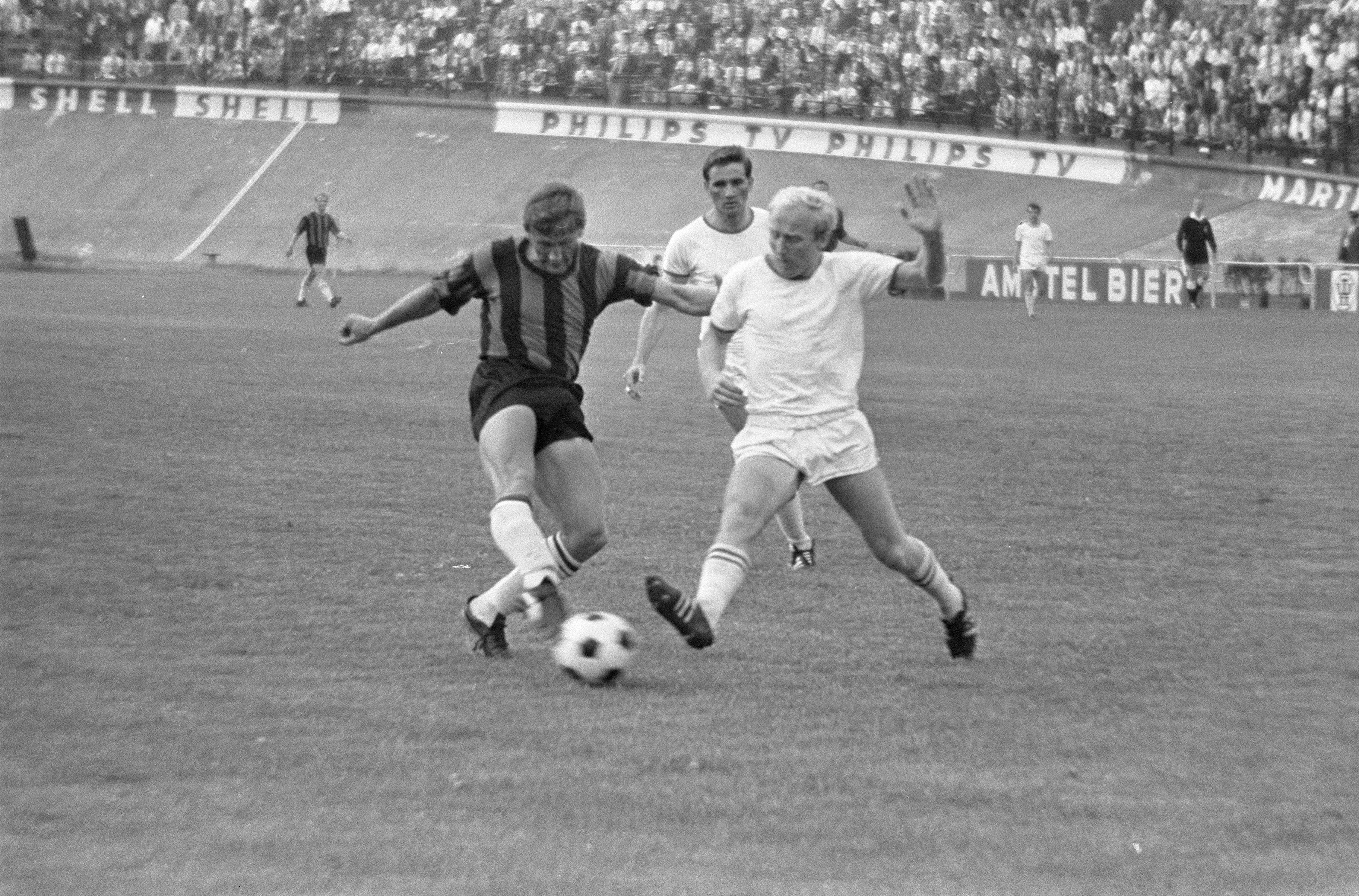
Frans Geurtsen op weg naar tweede doelpunt in de Intertoto-wedstrijd tegen RC Strasbourg (eindstand 4–1) op 15 juni 1966

Frans Geurtsen (Utrecht, 17 maart 1942 – Alkmaar, 12 december 2015) was een Nederlands voetballer. Hij begon bij Velox maar speelde het langst voor de Amsterdamse voetbalclub DWS. Hij was in de seizoenen 1963/64 en 1964/65 topscorer van de Eredivisie. Hij kwam tot één interland voor het Nederlands elftal.

## Loopbaan
Geurtsen maakte op 11 oktober 1959 zijn profdebuut voor het Utrechtse Velox dat uitkwam in de Tweede divisie. De club werd in 1962 kampioen en promoveerde naar de Eerste divisie. Met een combinatieteam van de Utrechtse ploegen Velox, Elinkwijk en DOS kwam Geurtsen in het seizoen 1962/63 uit in de Jaarbeursstedenbeker. Hij scoorde in de eerste ronde twee keer tegen Tasmania Berlin en in de tweede ronde een keer tegen Hibernian.
In 1963 werd Geurtsen voor 80.000 gulden getransfereerd naar DWS, dat net was gepromoveerd naar de Eredivisie. Op het hoogste niveau werd de Amsterdamse ploeg direct kampioen. Geurtsen werd topscorer van de Eredivisie met 28 doelpunten. In 1964 kwam Geurtsen ook uit voor het Nederlands militair elftal. In oktober 1964 speelde hij zijn eerste en enige interland met het Nederlands elftal, dat op dat moment getraind werd door Denis Neville. Tegen Albanië scoorde Geurtsen kort voor tijd de 2–0. Naast Geurtsen stonden in deze wedstrijd ook de DWS'ers Daan Schrijvers en Rinus Israël opgesteld.
Ook in seizoen 1964/65 was Geurtsen topscorer van de Eredivisie, met 23 doelpunten. Met DWS eindigde hij als tweede. In de Europacup I kwam de ploeg tot de kwartfinale. Geurtsen scoorde in de eerste ronde twee keer tegen Fenerbahçe SK en in de tweede ronde tegen FC Lyn Oslo.
In de daaropvolgende jaren bleef Geurtsen een basisspeler van DWS, hoewel hij minder doelpunten scoorde en DWS afzakte naar de subtop. Vanaf 1968 kreeg Geurtsen te maken met een ontsteking aan de achillespees, waardoor hij lange tijd niet tot spelen kwam. In 1971 beëindigde hij zijn profloopbaan. Later was hij jarenlang voetbaltrainer bij verschillende amateurverenigingen in Noord-Holland.
Frans Geurtsen overleed eind 2015 op 73-jarige leeftijd.

## Carrièrestatistieken
| Seizoen         | Club            | Land            | Competitie           | Competitie | Competitie | Beker | Beker | Internationaal | Internationaal | Overig | Overig | Totaal | Totaal |
| Seizoen         | Club            | Land            | Competitie           | Wed.       | Dlp.       | Wed.  | Dlp.  | Wed.           | Dlp.           | Wed.   | Dlp.   | Wed.   | Dlp.   |
| --------------- | --------------- | --------------- | -------------------- | ---------- | ---------- | ----- | ----- | -------------- | -------------- | ------ | ------ | ------ | ------ |
| 1959/60         | Velox           | Nederland       | Tweede divisie       | 14         | 5          | –     | –     | –              | –              | –      | –      | 14     | 5      |
| 1960/61         | Velox           | Nederland       | Tweede divisie       | 33         | 27         | –     | 2     | –              | –              | –      | –      | –      | 29     |
| 1961/62         | Velox           | Nederland       | Tweede divisie       | 26         | 24         | –     | 0     | –              | –              | –      | –      | –      | 24     |
| 1962/63         | Velox           | Nederland       | Eerste divisie       | 27         | 20         | –     | 0     | –              | –              | –      | –      | –      | 20     |
| 1962/63         | Utrecht XI      | Europa          | Jaarbeursstedenbeker | –          | –          | –     | –     | 4              | 3              | –      | –      | 4      | 3      |
| 1963/64         | DWS             | Nederland       | Eredivisie           | 29         | 28         | –     | 2     | –              | –              | –      | –      | –      | 30     |
| 1964/65         | DWS             | Nederland       | Eredivisie           | 29         | 23         | –     | 0     | 6              | 3              | –      | –      | –      | 26     |
| 1965/66         | DWS             | Nederland       | Eredivisie           | 26         | 15         | –     | 1     | –              | –              | –      | –      | –      | 16     |
| 1966/67         | DWS             | Nederland       | Eredivisie           | 23         | 11         | –     | 2     | 2              | 1              | –      | –      | –      | 14     |
| 1967/68         | DWS             | Nederland       | Eredivisie           | 33         | 12         | –     | 1     | 2              | 0              | –      | –      | –      | 13     |
| 1968/69         | DWS             | Nederland       | Eredivisie           | 26         | 7          | –     | 1     | 6              | 1              | –      | –      | –      | 9      |
| 1969/70         | DWS             | Nederland       | Eredivisie           | 7          | 0          | –     | 0     | –              | –              | –      | –      | –      | 0      |
| 1970/71         | DWS             | Nederland       | Eredivisie           | 12         | 3          | –     | 0     | –              | –              | –      | –      | –      | 3      |
| Carrière totaal | Carrière totaal | Carrière totaal | Carrière totaal      | 285        | 175        | –     | 9     | 20             | 8              | 0      | 0      | –      | 192    |

## Erelijst

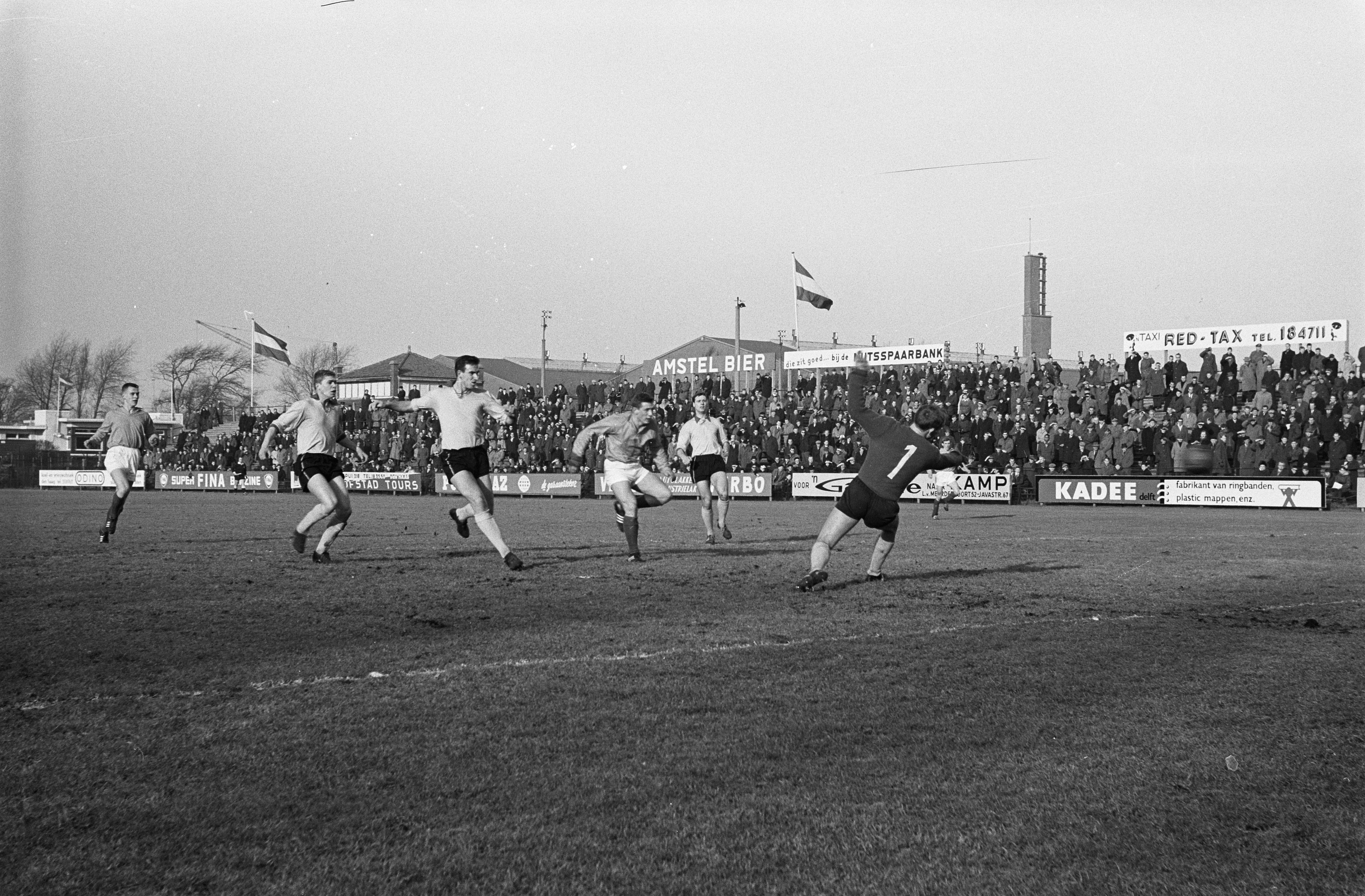
Houtrust, 29 januari 1964. Nederland-België, militaire elftallen. Geurtsen scoort.

Velox
| Nationaal      |    |         |
| Tweede divisie | 1x | 1961/62 |

 DWS
| Nationaal     |    |         |
| Landskampioen | 1x | 1963/64 |